# Древнегреческая борьба
Древнегреческая борьба (греч. πάλη), также известная как греческая борьба и пале, являлась самым популярным организованным видом спорта в Древней Греции.
Борьба была первым соревнованием, не относящимся к бегу, которое было добавлено к Олимпийским играм в 708 году до нашей эры. Соревнования проходили в стиле отборочного турнира, пока один борец не был коронован победителем. Борцовская площадка представляла собой один квадратный плетрон или стремму. Это событие также было частью пятиборья. Борьба считалась лучшим выражением силы из всех состязаний и была представлена в греческой мифологии Гераклом.
Главным элементом борьбы был бросок — выведение соперника из равновесия с его падением на землю. Удачным приёмом считался бросок, при котором соперник падает на спину.

## Правила
Очко набиралось, когда один из игроков касался земли спиной, бедром или плечом, или признавал поражение или был вынужден покинуть зону борьбы. Чтобы выиграть матч, нужно было набрать три очка.
Особенно важным положением в этой форме борьбы было положение, когда один из участников лежал на животе, а другой на спине пытался задушить его. Спортсмен внизу пытался схватить за руку того, кто был сверху, и перевернуть его на спину, в то время как спортсмен сверху пытался завершить удушение, не будучи перевернутым.
Запрещено: 
- целенаправленные удары и пинки
- выкалывание глаз или укусы
- хватание за гениталии

Все другие приемы, направленные на то, чтобы убедить противника признать поражение через боль или страх, разрешены и являются неотъемлемой частью соревнования. Нарушения наказываются немедленной поркой судьей до тех пор, пока нежелательное поведение не будет прекращено
Набрав очко, сопернику нужно дать время подняться на ноги и еще несколько мгновений, прежде чем борьба может продолжиться. Матч начинается и заканчивается по сигналу судьи. Судья может в любой момент остановить матч, если он считает, что очко было набрано, но соперники продолжают бороться, не зная о том, что очко было набрано. Судья или другие должностные лица, ответственные за соревнование, разрешают любой спор участников по поводу подсчета очков, и их решение является окончательным.

## Знаменитые борцы античности
Самым известным борцом античности считается Милон Кротонский, также можно найти имена таких борцов, как Леонтий Мессенский, известный своими навыками сгибания пальцев и Клеострат Родосский, задушивший своего соперника.